# Rata de Halmahera
La rata de Halmahera (Rattus halmaheraensis) és una espècie de mamífer rosegador de la família dels múrids. Viu a altituds d'entre 0 i 1.000 msnm a l'illa indonèsia de Halmahera i, possiblement, les illes properes de Bacan i Ternate. Té una llargada de cap a gropa de 119,4-215 mm, la cua de 154-224 mm i un pes de 49-159 g. El seu hàbitat natural són els boscos primaris. El nom específic halmaheraensis significa ‘de Halmahera’ en llatí. Com que fou descoberta fa poc, l'estat de conservació d'aquesta espècie encara no ha estat avaluat formalment.